# 別列然卡 (戈羅霍夫區)
50°36′8″N 24°58′24″E / 50.60222°N 24.97333°E
別列然卡（烏克蘭語：Бережанка）是位於烏克蘭西部沃倫州裏盧茨克區的村莊，始建於1545年，面積16.88平方公里，海拔高度225米，2001年人口548，人口密度每平方公里32.46人。